# Haruo Remeliik

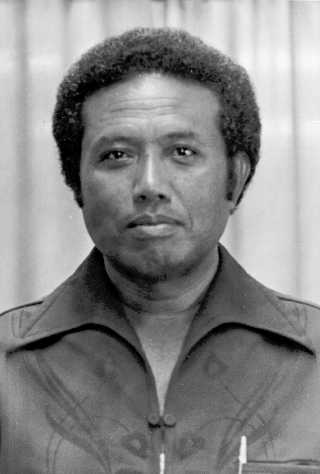
Haruo Remeliik

Haruo Remeliik (* 1. Juni 1933; † 30. Juni 1985) war ein palauischer Politiker mit japanischen Wurzeln.
Am 1. Mai 1970 wurde Remeliik als Deputy District Administrator for Palau vereidigt. Knapp elf Jahre später, am 2. März 1981 wurde Remeliik zum ersten Staatsoberhaupt des Inselstaates Palau ernannt. Nachdem er am 30. Juni 1985 ermordet wurde, beerbte ihn Thomas Remengesau Sr. kommissarisch in seinem Amt, bis Lazarus Salii durch einen Wahlsieg im September desselben Jahres das neue Staatsoberhaupt Palaus wurde.
Remeliik wurde in Kloulklubed in seinem Heimatstaat Peleliu beerdigt.

## Ehrungen
Nach ihm wurde das Fischereischutzboot Remeliik (Boot) benannt.

## Belege
- Ron Crocombe. Asia in the Pacific Islands. University of the South Pacific, Institute of Pacific Studies. S. 103, 112.
- Bilder und Texte über Remeliik

| Personendaten    | Personendaten                                 |
| ---------------- | --------------------------------------------- |
| NAME             | Remeliik, Haruo                               |
| KURZBESCHREIBUNG | palauischer Politiker mit japanischen Wurzeln |
| GEBURTSDATUM     | 1. Juni 1933                                  |
| STERBEDATUM      | 30. Juni 1985                                 |